# 19591 Michaelklein
19591 Michaelklein è un asteroide della fascia principale. Scoperto nel 1999, presenta un'orbita caratterizzata da un semiasse maggiore pari a 2,7519457 UA e da un'eccentricità di 0,0981716, inclinata di 6,30521° rispetto all'eclittica.